# Fabrizio Costa
Fabrizio Costa (Trieste, 31 maggio 1957) è un regista italiano.

## Biografia
Studia a Roma dove si laurea in lettere moderne. Subito dopo gli studi universitari è aiuto regista di Pasquale Festa Campanile. Nel 1981 esordisce con un documentario prodotto dalla Rai, Venezia Danza Europa 81. Due anni più tardi realizza due altri documentari industriali, Fiat 131 Mirafiori e Duemila per il 2000, per conto del CNR. Nella seconda metà degli anni ottanta cura la regia di una serie di spot per alcune importanti aziende: Toshiba, Renault, Alfa Romeo, Philips ed altre.
Nel 1988 firma, insieme a Pupi Avati e Cesare Bastelli la serie televisiva È proibito ballare, prodotta dallo stesso Avati per la Rai con Stefano Dionisi, Valeria Cavalli, Néstor Garay e Arnaldo Ninchi. Nel 1992 dirige la telenovela Edera, con Maria Rosaria Omaggio, Nicola Farron e Agnese Nano. La serie, che si articola in ventidue puntate coprodotte dalla Titanus, Reteitalia e RTVE, viene accolta favorevolmente dal grande pubblico televisivo.
Il successo ottenuto si consolida negli anni successivi con altre serie televisive e lungometraggi a soggetto prodotti per il piccolo schermo.

## Filmografia
- È proibito ballare – serie TV (1989)
- Edera – serial TV (1992)
- Passioni – serial TV (1993)
- Il grande fuoco – miniserie TV (1995)
- Uno di noi – serie TV, 12 episodi (1996)
- Fatima – film TV (1997)
- Il cuore e la spada – miniserie TV (1998)
- Michele Strogoff - Il corriere dello zar – miniserie TV (1999)
- Maria, figlia del suo figlio – miniserie TV (2000)
- Senza confini – miniserie TV (2001)
- Storia di guerra e d'amicizia – miniserie TV (2001)
- La cittadella – miniserie TV (2003)
- Madre Teresa – miniserie TV (2003)
- Cime tempestose – miniserie TV (2004)
- Meucci - L'italiano che inventò il telefono – miniserie TV (2005)
- Sacco & Vanzetti – miniserie TV (2005)
- L'uomo che rubò la Gioconda – miniserie TV (2006)
- La freccia nera – miniserie TV (2006)
- Chiara e Francesco – miniserie TV (2007)
- Don Matteo – serie TV, 9 episodi (2007-2008)
- Paolo VI - Il papa nella tempesta – miniserie TV (2008)
- Donna detective – serie TV, 16 episodi (2010)
- La vita che corre – miniserie TV (2012)
- Il commissario Nardone – serie TV, 12 episodi (2012)
- Rosso San Valentino – miniserie TV (2013)
- Purché finisca bene – serie TV, 10 episodi (2014-in corso)
- La bella e la bestia – miniserie TV (2014)
- Catturandi - Nel nome del padre – serie TV, 12 episodi (2016)
- Scomparsa – serie TV, 12 episodi (2017)
- Luce dei tuoi occhi – serie TV, 12 episodi (2021-2023)
- Digitare il codice segreto – film TV (2021)
- Fosca Innocenti – serie TV, 4 episodi (2022)
- Una scomoda eredità – film TV (2022)
- Lea - I nostri figli – serie TV (2023)
- Costanza – serie TV (2025)